# کشتارهای لهستانی‌ها در وولینیا و گالیسیای شرقی
کشتارهای لهستانی‌ها در وولینیا و گالیسیای شرقی (به لهستانی: rzeź wołyńska، به معنای تحت‌اللفظی «کشتارگاه وولینیایی»؛ به اوکراینی: Волинська трагедія، به معنای «تراژدی وولین») در لهستان تحت اشغال آلمان از ۱۹۴۳ تا ۱۹۴۵ توسط ارتش شورشی اوکراین یا УПА، با پشتیبانی بخش‌هایی از جمعیت اوکراینی‌های محلی علیه اقلیت لهستانی‌تبار در وولینیا، گالیسیای شرقی، مناطقی از پولزی و استان لوبلین رخ دادند. اوج کشتارها در ژوئیه و اوت ۱۹۴۳ رخ داد. بیشتر قربانیان را زنان و کودکان تشکیل می‌دادند. اقدامات УПА در نهایت منجر به مرگ میان ۵۰٬۰۰۰، تا ۱۰۰٬۰۰۰ تن شد.
به گفته تیموتی اسنایدر، این پاکسازی قومی تلاشی از سوی اوکراین برای جلوگیری از ادعای حق حاکمیت دولت لهستان پس از جنگ بر مناطق با اکثریت اوکراینی‌تبار بود که بخشی از خاک لهستان پیش از جنگ به‌شمار می‌آمدند. هنریک کومانسکی و شچپان زیکیرکا می‌نویسند که این قتل‌ها مستقیماً به سیاست‌های جناح به رهبری استپان باندرا از سازمان ملی‌گرایان اوکراین (ОУН-B) و بازوی نظامی آن، ارتش شورشی اوکراین، مرتبط بود، و هدف آن‌ها برای پاکسازی همه غیر اوکراینی‌ها از دولت آینده اوکراین در گردهمایی دوم ОУН-B در ۱۷ تا ۲۳ فوریه ۱۹۴۳ (در برخی منابع مارس ۱۹۴۳) عنوان شده بود. این کشتارها منجر به درگیری گسترده‌تری میان نیروهای لهستانی و اوکراینی در سرزمین‌های اشغال شده توسط آلمان شد، و ارتش میهنی لهستان در وولنیا، به حملات اوکراین پاسخ داد.
در سال ۲۰۰۸، کشتارهایی که توسط ملی‌گرایان اوکراینی علیه لهستانی‌ها در وولینیا و گالیسیای شرقی انجام شدند، توسط مؤسسه یادبود ملی لهستان دارای ویژگی‌های بارز یک نسل‌کشی عنوان شدند، و در ۲۲ ژوئیه ۲۰۱۶، پارلمان لهستان قطعنامه‌ای را تصویب کرد که کشتارها را به عنوان نسل‌کشی به رسمیت می‌شناخت. اگرچه این طبقه‌بندی محل اختلاف میان تاریخ‌دانان لهستانی و اوکراینی است. بر پایه مقاله‌ای به سال ۲۰۱۶ در Slavic Review، «اتفاق نظر علمی وجود دارد که این یک مورد پاکسازی قومی و نه نسل‌کشی بود».

## کشتارها

### برنامه‌ریزی
تصمیمات منجر به کشتار لهستانی‌ها در وولینیا و اجرای آن‌ها را می‌توان در اصل به جناح افراطی باندرا ОУН-B نسبت داد، نه به سایر گروه‌های سیاسی یا نظامی اوکراین. ОУН-B دارای ایدئولوژی شامل این باورها بود: ملی‌گرایی یکپارچه، با دولتی ملی و زبانی خالص؛ تجلیل از خشونت و مبارزه مسلحانه یک ملت در برابر ملت دیگر؛ و توتالیتاریسمی که در آن ملت می‌بایست توسط یک شخص و یک حزب سیاسی اداره شود. در حالی که جناح میانه‌رو ملنیک سازمان ملی‌گرایان اوکراینی جنبه‌های فاشیسم موسولینی را می‌ستود، جناح افراطی باندرای سازمان جنبه‌های نازیسم را تبلیغ می‌کرد.
در زمان تأسیس ОУН، محبوب‌ترین حزب سیاسی در میان اوکراینی‌ها اتحاد ملی دمکراتیک اوکراین بود، که مخالف حکومت لهستان به‌شمار می‌رفت اما خواستار به‌کارگیری روش‌های صلح آمیز و دموکراتیک برای دستیابی به استقلال از لهستان بود. از سوی دیگر، ОУН جنبشی حاشیه ای در غرب اوکراین بود و به دلیل خشونت آن توسط شخصیت‌های جریان اصلی جامعه اوکراین مانند رئیس کلیسای کاتولیک یونانی اوکراین، آندری شپتیتسکی، محکوم شده بود. وی دربارهٔ رهبری ОУН نوشته بود: «هر کسی که جوانان ما را از میان ببرد، جنایتکار و دشمن مردم ما است». چندین عامل در افزایش محبوبیت ОУН-B و در نهایت انحصار قدرت در جامعه اوکراین توسط آن نقش داشتند؛ عواملی که برای آنکه کشتارها به وقوع بپیوندند نیاز بودند.
تنها یک گروه از ملی‌گرایان اوکراینی، ОУН-B تحت فرماندهی میکولا لبد و سپس رومن شوخویچ، قصد پاکسازی قومی در وولینیا را داشتند. تاراس بولبا-بورووتس، بنیانگذار ارتش انقلابی خلق اوکراین، این ایده را رد کرد و پس از آغاز کشتارهای ضدلهستانی آن‌ها را محکوم کرد. رهبری ОУН-M باور نداشت که چنین عملیاتی در سال ۱۹۴۳ سودمند بود.
پس از حمله هیتلر به اتحاد جماهیر شوروی، هم دولت در تبعید لهستان و هم ОУН-B اوکراینی این احتمال را در نظر گرفتند که در صورت جنگ فرسایشی متقابل میان آلمان و اتحاد جماهیر شوروی، این منطقه به صحنه درگیری میان لهستانی‌ها و اوکراینی‌ها تبدیل شود. دولت در تبعید لهستان، که می‌خواست این منطقه به لهستان برگردد، به عنوان بخشی از برنامه کلی خود برای یک قیام ضد آلمانی در آینده، برای تسخیر سریع مسلحانه این سرزمین برنامه‌ریزی کرد. این ایده اما به دلیل همدستی پیشین ОУН با نازی‌ها پیچیده شد و بنابراین تا سال ۱۹۴۳ هیچ تفاهمی میان ارتش میهنی لهستان و ОУН امکان‌پذیر نبود. در گالیسیای شرقی، دشمنی میان لهستانی‌ها و اوکراینی‌ها تحت اشغال آلمان شدت گرفت. تصور اینکه اوکراینی‌ها پیشتر با دولت شوروی در سال‌های ۱۹۳۹–۱۹۴۱ همکاری کرده بودند، و اکنون با آلمانی‌ها همکاری می‌کردند، لهستانی‌های محلی را به این باور رساند که اوکراینی‌ها را باید از سرزمینشان بیرون کنند. در ژوئیه ۱۹۴۲ در یادداشتی توسط کارکنان ارتش داخلی در لووف توصیه شد که میان ۱ میلیون تا ۱٫۵ میلیون اوکراینی از گالیسیا و وولینیا به اتحاد جماهیر شوروی اخراج شده و بقیه در سراسر لهستان پراکنده شوند. پیشنهادهایی مربوط به خودمختاری محدود اوکراین، آنگونه که توسط ارتش میهنی در ورشو و دولت در تبعید در لندن مورد بحث قرار گرفته بود، حمایتی در میان لهستانی‌های محلی پیدا نکرد. در اوایل سال ۱۹۴۳، مقاومت زیرزمینی لهستان احتمال نزدیک شدن با اوکراین را مورد بررسی قرار داد، ولی در نهایت بی ثمر ماند چرا که هیچ‌یک از طرفین حاضر به کوتاه آمدن از ادعای خود بر شهر لووف نبودند.
حتی پیش از جنگ، ОУН به مفاهیم ملی‌گرایی یکپارچه در غالب توتالیتر خود که طبق آن دولت اوکراین نیاز به همگنی قومی داشت، پایبند بود و اینکه دشمن لهستانی تنها با حذف لهستانی‌ها از سرزمین‌های اوکراین شکست می‌خورد. از دیدگاه ОУН-B، یهودیان در همان هنگام نیز در جریان هولوکاست در لهستان نابود شده بودند و روس‌ها و آلمانی‌ها تنها به‌طور موقت در اوکراین بودند، اما لهستانی‌ها باید با زور از این کشور خارج می‌شدند. ОУН-B به این باور رسید که باید در حالی که آلمانی‌ها هنوز منطقه را کنترل می‌کردند اقدام سریعی انجام دهد تا از تلاش‌های آینده لهستان برای برقراری مجدد مرزهای پیش از جنگ جلوگیری کند. نتیجه این شد که فرماندهان محلی ОУН-B در وولینیا و گالیسیا، اگر نه حتی رهبران ارشد ОУН-B، تصمیم گرفتند که نیاز به پاکسازی قومی لهستانی‌ها بوسیلهٔ ترور و قتل وجود دارد.

### وولنیا

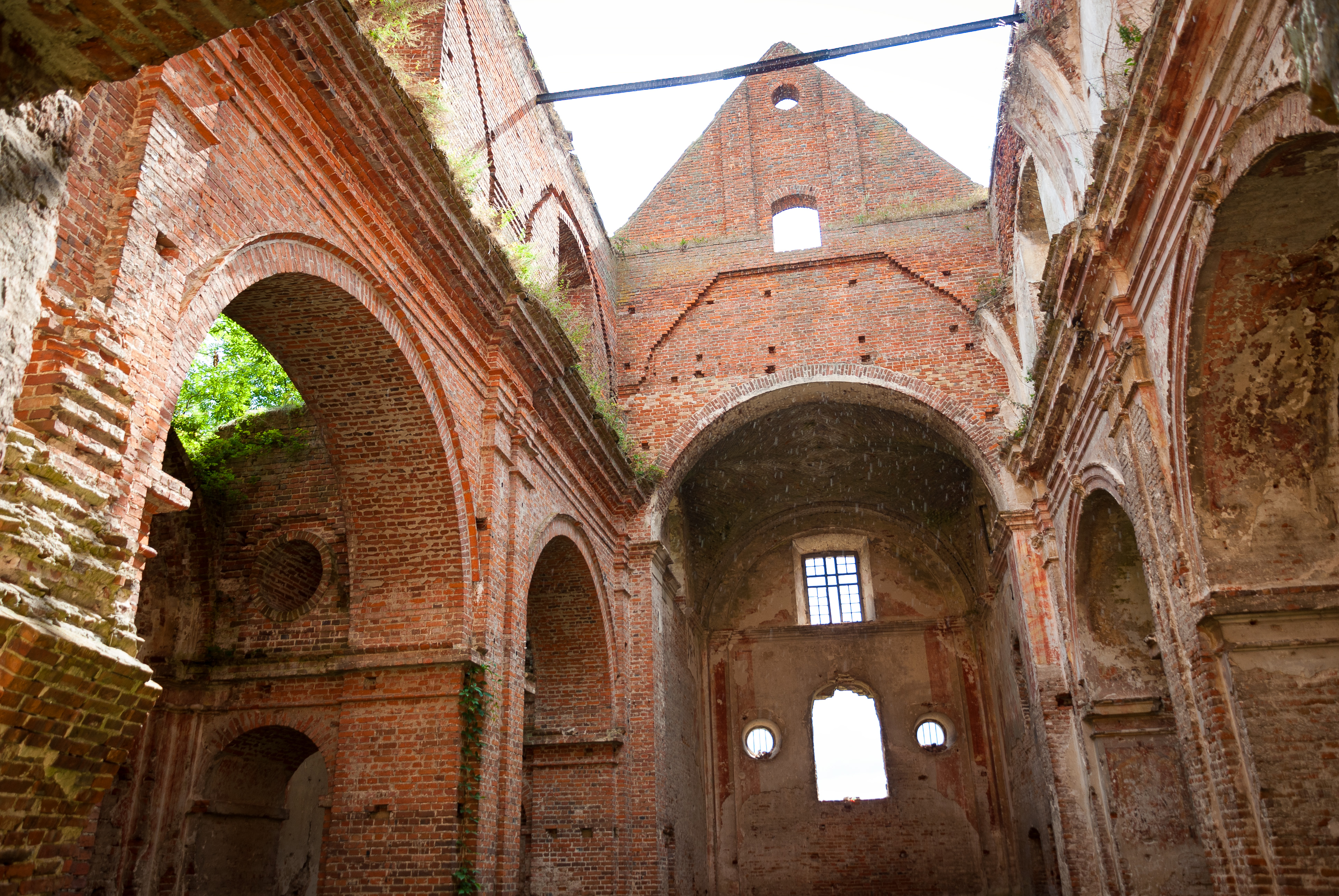
کشتار کیسیلین کشتار نیایشگران لهستانی در ۱۱ ژوئیه ۱۹۴۳ بود، که در آن واحدهای ارتش شورشی اوکراین به همراه دهقانان محلی اقدام به محاصره کلیسای دهکده و کشتار افراد درون آن کردند.

میان سال‌های ۱۹۳۹ و ۱۹۴۳، جمعیت لهستانی‌های وولنیایی پیشتر به حدود ۸ درصد از جمعیت منطقه (حدود ۲۰۰٬۰۰۰ تن) کاهش یافته بود. آن‌ها در حومه شهرها پراکنده بوده و با تبعیدهای شوروی از نخبگان خود دور افتاده بودند، و هیچ ارتش پارتیزانی محلی مقتدر یا مقام ایالتی برای محافظت از خود نداشتند.
در ۹ فوریه ۱۹۴۳، یک گروه از ارتش شورشی اوکراین، به فرماندهی ریوری پرهینیاک، با تظاهر به اینکه عضو پارتیزان‌های شوروی هستند به شهرک پاراشلا در منطقه سارنی حمله کرد. این کشتار به عنوان پیش‌درآمدی برای کشتارهای دیگر محسوب می‌شود و به عنوان نخستین کشتار صورت گرفته توسط ارتش شورشی در منطقه شناخته می‌شود. برآورد تعداد قربانیان از ۱۴۹، تا ۱۷۳ در تغییر است.
در سال ۱۹۴۳، کشتارها به سوی غرب سازماندهی شدند و در ماه مارس در شهرستان‌های کوستوپیل و سارنی صورت گرفتند. در آوریل، آنها به مناطق کرمنتس، ریونه، دوبنو و لوتسک پیش رفتند. ارتش شورشی در اواخر مارس و اوایل آوریل ۱۹۴۳ حدود ۷۰۰۰ مرد، زن و کودک غیر مسلح را کشت.
در شب ۲۲ تا ۲۳ آوریل، گروه‌های اوکراینی، به فرماندهی ایوان لیتوینچوک، به شهرک یانووا دولینا حمله کرده و ۶۰۰ نفر را کشتند و کل روستا را سوزاندند. در جریان یی از کشتارها در دهکده لیپنیکی، ۱۸۰ تن، از جمله تمام اعضای خانواده میروسلاو هرماشفسکی که تنها فضانورد لهستانی بود، کشته شدند.
مهاجمان پدربزرگ و مادربزرگ آهنگساز کژشیمیر دمبسکی را به قتل رساندند. پدر و مادر دوبسکی با پناه بردن به یک خانواده دوست اوکراینی جان سالم به در بردند.
در کشتاری دیگر، طبق گزارش‌های ارتش شورشی، سکونت‌گاه‌های لهستانی کوتی، در منطقه زومسکی و نووا نویتسا، با همکاری گشتاپو و سایر مقامات آلمانی برچیده شدند. طبق منابع لهستانی، واحد دفاع شخصی کوتی موفق شد حمله ارتش شورشی را دفع کند، اما حداقل ۵۳ لهستانی به قتل رسیدند. بقیه ساکنان تصمیم به ترک روستا گرفتند و توسط آلمانی‌هایی که توجهشان به دلیل درخشش آتش و صدای تیراندازی جلب شده بود و به کوتی رسیده بودند، اسکورت شدند. ماکسیم اسکوروپسکی، یکی از فرماندهان ارتش شورشی، در دفتر خاطرات خود نوشت: «با آغاز کار ما در کوتی، روز به روز پس از غروب آفتاب، آسمان در درخشش آتش غوطه‌ور می‌شد. روستاهای لهستان در حال سوختن بودند.»